# Ghat
Ghat (arab. غات) – miasto w południowo-zachodniej Libii, w oazie na Saharze w pobliżu granicy z Algierią, ośrodek administracyjny gminy Ghat. Pierwotnie tuareskie miasto było w przeszłości ważnym przystankiem na trasie karawan kupieckich. Współcześnie Ghat przyciąga wielu turystów ze względu na malowidła naskalne na pobliskiej pustyni Tadrart Akakus, a także spektakularne krajobrazy libijskiej pustyni.
Ghat posiada połączenie drogowe z miastem Dżanat po algierskiej stronie granicy, położonym w rejonie gór Tasili Wan Ahdżar, gdzie również odkryto prehistoryczne malowidła. Przejście graniczne na tej trasie nie jest jednak obecnie dostępne dla ruchu turystycznego.

## Polacy w Ghat
Ghat był jednym z miejsc odwiedzonych na przełomie 1931 i 1932 r. przez polskiego podróżnika Kazimierza Nowaka.

## Przypisy

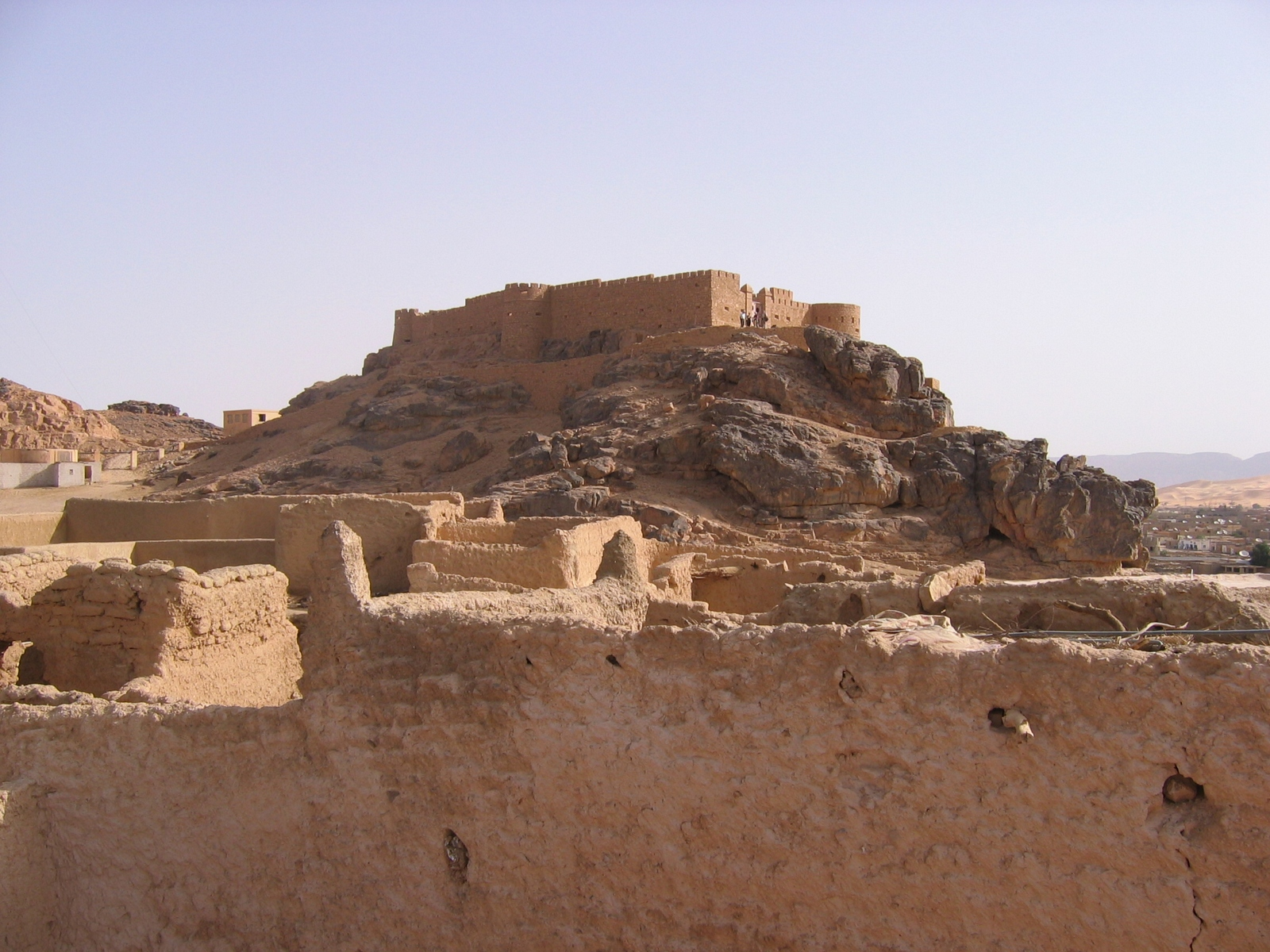
Ghat - forteca w medynie